# Mathématiques védiques
 (mai 2017).
Si vous disposez d'ouvrages ou d'articles de référence ou si vous connaissez des sites web de qualité traitant du thème abordé ici, merci de compléter l'article en donnant les références utiles à sa vérifiabilité et en les liant à la section « Notes et références ».
Les mathématiques védiques sont les mathématiques indiennes de la période védique. Les Védas sont un ensemble d'ouvrages sacrés de l'Inde antique écrits probablement durant le IIIe millénaire av. J.-C.. Des aphorismes nommés sūtra structurent tout l’édifice védique. « Véda » signifie « connaissance » en sanskrit, comme mathêmata en grec.
Entre 1911 et 1918, Jagagduru Sri Bharati Krishna Tirthaji (en), une des figures intellectuelles, spirituelles et politiques influentes de l’hindouisme du début du XXe siècle, se penche sur des extraits de Védas supposés contenir des mathématiques, les étudie, les traduit et reconstruit le supposé ancien système de calcul védique nommé aujourd’hui « mathématiques védiques », articulé autour de 16 sūtras et 13 (ou 14) sub-sutras ou Śulba-Sūtras.

## Introduction
L’Inde est riche de connaissances. Un des héritages de cet effort intellectuel nous a été transmis en Europe par Léonard de Pise (dit Fibonacci) qui a écrit un ouvrage en 1201 apr. J.-C. intitulé Liber Abaci, promouvant le contenu d’un autre ouvrage, le Traité du calcul indien. Ce dernier a été écrit par le savant persan Al-Khwârizmî, auteur du célèbre Al jabr wal muqabala, peu après l’an 800 apr. J.-C..
Al-Khwârizmî a ramené d’Inde 9 « dessins » (que nous appelons les chiffres arabes), un symbole particulier représentant le vide (le zéro), les nombres négatifs (ceux « de l’autre côté du zéro », non encore acceptés en Europe), ainsi que toutes les techniques de calcul indien que l’on peut effectuer avec ces « dessins » (opérations, résolutions d’équations, etc.). Le nom d’Al-Khwarizmi a donné en latin le mot Alcoarismus et désignait à la fois les dix symboles indiens (base 10) et leurs techniques de calcul. Alcoarismus a donné par la suite le mot algorithme.
Les Indiens ont eu l’idée (comme les Babyloniens) de donner une valeur différente à chacun de leurs « dessins », suivant la position qu’ils occupent dans l’écriture du nombre. Par exemple le premier 4 de 404 n’a pas la même valeur (400) que le dernier (4), et s’il n’y avait pas le zéro, 404 s’écrirait 44 et pourrait amener à de nombreuses confusions…
Les mathématiciens appellent ce système la numération de position, et il constitue, avec l’invention du zéro et son utilisation dans le calcul, l’héritage majeur de l’Inde au monde occidental.
Les mathématiques védiques sont une partie des mathématiques indiennes.

## Les 16 Sūtra
Ce serait dans le Sthapatyaveda, véda qui concerne l’architecture, l’urbanisme, ou encore la construction des autels, que  se trouveraient les fondements des mathématiques védiques.  Dans le cas du Sthapatyaveda, les sūtra sont des sortes de formules poético-mathématico-mnémotechniques.

## Exemples de calcul

### Comment calculer le carré des nombres se terminant par 5?
Un de ces sūtra sert à trouver le carré des nombres se terminant par le chiffre 5. Considérons un nombre entier quelconque : il contient une partie à gauche notée g et une partie à droite notée d. Le résultat de l'algorithme sera donné par une partie à gauche notée G et une partie à droite notée D.

d correspond toujours aux unités et g aux dizaines.

On aura toujours :

{\displaystyle D=5^{2}=25}

et
 {\displaystyle G=g(g+1)}.

#### Exemple 1
{\displaystyle 35^{2}}

{\displaystyle g=3}
 et
 {\displaystyle d=5}
 d'où :
 {\displaystyle G=3(3+1)=12}
 et
 {\displaystyle D=25}.

Le résultat est bien 1225.

#### Exemple 2
{\displaystyle 65^{2}=4225}

#### Démonstration algébrique moderne
La démonstration algébrique pour un nombre à deux chiffres est évidente : un nombre quelconque se terminant par 5 peut s'écrire sous la forme :

{\displaystyle 10a+5}.

Son carré sera donc :

{\displaystyle 100a^{2}+2.10a.5+25=100a^{2}+100a+25=100a(a+1)+25}.

On retrouve bien ici {\displaystyle a(a+1)} centaines et {\displaystyle 25} unités.

### La multiplication védique
Exemple :
{\displaystyle 412}

{\displaystyle 135}
Considérons le « bloc » de droite formé par 2 et 5, puis multiplions ces chiffres. On obtient 10 unités. « Agrandissons » ensuite ce bloc à la colonne des dizaines puis effectuons la opération croisée suivante: 1 x 5 + 2 x 3 = 11. On obtient 11 dizaines. À présent nous arrivons au plus grand bloc. En suivant la logique on obtient 4 x 5 + 1 x 3 + 2 x 1 = 25 centaines. Considérons maintenant le bloc formé seulement par les centaines et dizaines. On obtient ici 4 x 3 + 1 x 1 = 13 milliers. Terminons par l'unique colonne des centaines pour obtenir 4 x 1 = 4 dizaines de milliers.

En additionnant convenablement tous ces résultats, nous arrivons à : 55620.

### La preuve par 9
En additionnant les chiffres d'un nombre quelconque et en comptant comme nulle chaque somme égale à neuf, on calcule le bee jank de ce nombre.
Exemple : Le bee jank de 628 est 7. On a  6 + 2 + 8 = 16. 16 étant composé de 1 et 6, le bee jank de 628 est bien 7.
Si on prend comme exemple la multiplication précédente 412 x 135 = 55620, on peut vérifier le résultat en calculant les bee jank. bee jank de 412 est 7 et celui de 135 est 0. Le bee jank du résultat est lui aussi 0 (5 + 5 + 6 + 2 = 18, c'est-à-dire 1 + 8 = 9, donc 0). On remarque que le produit des bee jank est égal au bee jank du produit.

### Les multiplications de nombres proches de puissances de 10
Soit A une « base » équivalente à une puissance de 10.